# Pusa sibirica
La foca del Bajkal o nerpa (Pusa sibirica Gmelin, 1788) è un focide endemico del grande Lago Bajkal in Siberia. È uno dei pinnipedi più piccoli al mondo e anche il più longevo, potendo vivere fino a 50 anni.

## Descrizione
La foca del Bajkal è lunga circa 130/140 centimetri e pesa fino a 70 chili;  i maschi sono leggermente più grandi.
La pelliccia dell'animale ha un colore che varia di tonalità tra il nero e il bianco, grigio scuro nella parte superiore e grigio chiaro in quella inferiore; il colore è diversamente distribuito sul corpo da esemplare a esemplare.

## Distribuzione
La foca del Bajkal è endemica del lago da cui prende il nome; non è noto come abbia fatto a raggiungere il lago, situato nell'entroterra del continente asiatico, a duemila chilometri dall'Artico dove vivono i suoi più stretti parenti. Un'ipotesi è che in passato esistesse una qualche via di comunicazione tra il lago e l'Artico; altri invece ipotizzano che la nerpa faccia parte della fauna del Terziario.
La caccia di frodo (per la carne e la pelliccia) e l'inquinamento del Bajkal costituiscono un serio pericolo per la sopravvivenza di questo animale; nel 1994 si contavano circa 104.000 esemplari (dato reso pubblico dal governo russo), numero che già nel 2000, secondo Greenpeace, era sceso a 55-65.000.

## Biologia

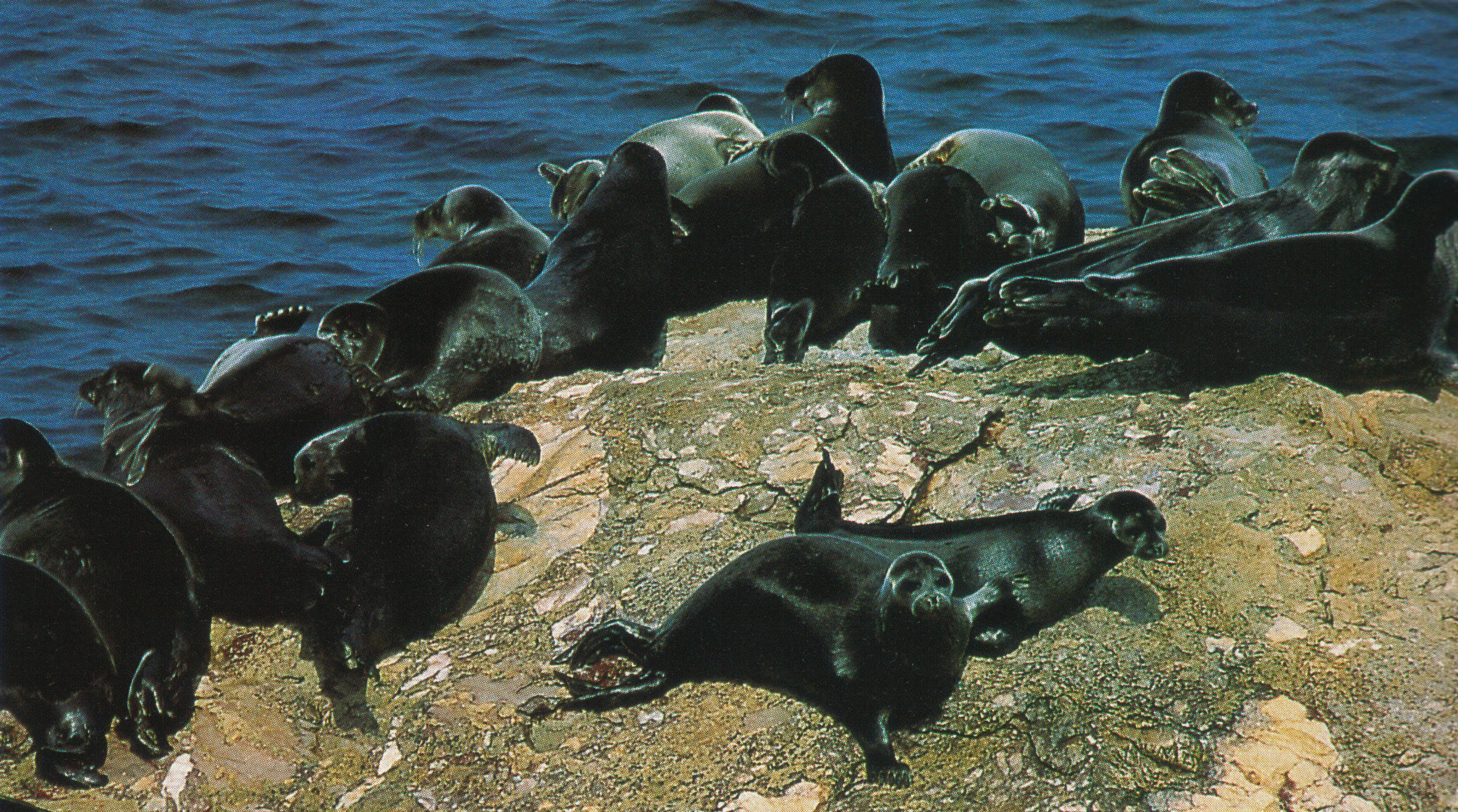
Un gruppo di foche nelle quali si riconosce il peculiare colore del pelo

La foca del Bajkal trascorre gran parte del suo tempo immersa; può stare in apnea per periodi fino a 70 minuti. In inverno, quando la superficie del lago gela, riesce a rompere il ghiaccio superficiale per avere vie di fuga in caso di pericolo o anche semplicemente per respirare.

### Alimentazione
Si nutre di pesci e invertebrati. La sua dieta è composta principalmente da pesci dei generi Comephorus (golomyanka, endemismo del Lago) e Cottocomephorus; la maggior parte dei pesci dei quali si nutre non sono economicamente importanti per l'uomo. Le foche si nutrono principalmente durante la notte quando i pesci si avvicinano maggiormente alla superficie.

### Riproduzione
La riproduzione avviene in acqua, dopo che il cucciolo è svezzato, generalmente verso maggio. La gestazione dura circa nove mesi e i cuccioli nascono quando il lago è ancora ghiacciato tra febbraio e marzo. Di solito nasce soltanto un esemplare ma i gemelli non sono rari; se entrambi i gemelli sopravvivono allo svezzamento rimangono insieme per un breve periodo prima di separarsi. Appena nati i cuccioli pesano poco più di un cucciolo di uomo: circa 4,5 kg e sono lunghi circa 65/70 centimetri. Sono ricoperti di un soffice pelo lungo e bianco che dura le prime 6 settimane dopodiché viene sostituito dal pelo classico della specie. I cuccioli vengono nutriti dalla madre per i primi 2 mesi di vita, tranne nel sud del lago dove il ghiaccio si scioglie prima e i cuccioli rimangono più piccoli rispetto a quelli nati a nord. Le femmine tendono a raggiungere la maturità sessuale a 3 - 6 anni ed ai maschi a 4 - 7 anni. Circa l'88% delle femmine ogni anno ha un cucciolo fino ai 30 anni.